# Bolade Ajomale
Mobolade Abimbola Ajomale (né le 31 août 1995 à Londres) est un athlète canadien, spécialiste du sprint.

## Carrière
Il est sélectionné pour le relais 4 x 100 canadien des Jeux olympiques où l'equipe canadienne accède à la finale, ce qui lui permet d'obtenir la médaille de bronze, au titre des participants aux séries.

## Palmarès
| Date | Compétition                    | Lieu           | Résultat | Épreuve   | Temps   |
| ---- | ------------------------------ | -------------- | -------- | --------- | ------- |
| 2016 | Jeux olympiques                | Rio de Janeiro | 3e       | 4 × 100 m | séries  |
| 2017 | Championnats du monde          | Londres        | 6e       | 4 x 100 m | 38 s 59 |
| 2022 | Championnats du monde en salle | Belgrade       | 7e       | 60 m      | 6 s 63  |